# Anthurium piurensis
Anthurium piurensis är en kallaväxtart som beskrevs av Thomas Bernard Croat och Lingán. Anthurium piurensis ingår i släktet Anthurium och familjen kallaväxter. Inga underarter finns listade.